# Segunda cruzada
La segunda cruzada (1147-1149) fue la segunda gran campaña militar de una serie de campañas denominadas en su conjunto como Las Cruzadas y que, durante el siglo XII, partieron desde Europa occidental (principalmente Francia) hacia Oriente Medio, con el fin de conquistar Tierra Santa y en particular la ciudad de Jerusalén, que se encontraban en manos musulmanas desde el siglo VII.
La Segunda Cruzada fue convocada en 1145 en respuesta a la reconquista del condado de Edesa un año antes. Edesa fue el primero de los estados cruzados fundados durante la Primera Cruzada (1096-1099), pero fue también el primero en caer. La Segunda Cruzada, convocada por el papa Eugenio III, contó con el liderazgo de varios reyes europeos por primera vez, entre los que destacaron Luis VII de Francia y el emperador Conrado III, y con la ayuda de numerosos nobles. Los ejércitos de ambos reyes marcharon por separado a través de Europa y en cierto modo fueron retardados por el emperador bizantino Manuel I Comneno. Después de cruzar el territorio bizantino, ya en Anatolia, ambos ejércitos fueron derrotados, por separado, por los turcos selyúcidas. Luis, Conrado y los restos de sus ejércitos llegaron a Jerusalén y en 1148 participaron en un desacertado ataque sobre Damasco. La cruzada en oriente fue un fracaso para los cruzados y una gran victoria para los musulmanes. En último término, dicho fracaso conduciría al sitio y caída de Jerusalén en 1187 y a la convocatoria de la Tercera Cruzada a finales del siglo XII.
El único éxito se produjo fuera del Mediterráneo en la península ibérica, en donde los cruzados ingleses, escoceses, flamencos, frisones, normandos y algunos alemanes, en su ruta marítima hacia Tierra Santa, se detuvieron en las costas portuguesas y ayudaron a la toma de Lisboa, Almería y Tarragona en 1147. Mientras tanto, en Europa oriental, se inició la primera de las cruzadas del norte para convertir al cristianismo a las tribus paganas del Báltico, en un proceso que duraría varios siglos en la historia.

## Antecedentes y la caída de Edesa
Tras la Primera Cruzada y la Cruzada menor de 1101, se establecieron tres reinos cruzados en oriente: el reino de Jerusalén, el principado de Antioquía y el condado de Edesa. Un cuarto estado, el condado de Trípoli se creó en 1109. Edesa se encontraba en el extremo norte, siendo también el estado más débil y menos poblado; como tal, era objeto de frecuentes ataques de los estados musulmanes vecinos, gobernados por los ortóquidas, danisméndidas, y turcos selyúcidas. El conde Balduino II y el futuro conde Joscelino de Courtenay fueron apresados tras su derrota en la batalla de Harrán en 1104. Balduino y Joscelino volvieron a ser capturados en 1122, y aunque Edesa se recuperó en parte tras la batalla de Azaz en 1125, Joscelino murió en batalla en 1131. Su sucesor Joscelino II se vio forzado a una alianza con el Imperio bizantino, pero en 1143 murieron tanto el emperador Juan II Comneno como el rey de Jerusalén Fulco de Anjou. Joscelino también tuvo sus disputas con el conde de Trípoli y el príncipe de Antioquía, de modo que Edesa se quedó sin aliados poderosos.
Mientras tanto, el selyúcida Zengi, atabeg de Mosul, había conquistado Alepo en 1128. Alepo era la llave de Siria, y se la habían disputado los gobernadores de Mosul y Damasco. Tanto Zengi como el rey Balduino II volvieron entonces su atención hacia Damasco. Balduino sufrió una derrota en el exterior de la ciudad en 1129; pero Damasco, gobernada por la dinastía de los búridas, se aliaría más tarde con el rey Fulco cuando Zengi la asediase en 1139 y 1140; el cronista musulmán Usamah ibn Munqidh negoció dicha alianza.
A finales de 1144, Joscelino II se alió con los Ortóquidas y salió de Edesa con casi todo su ejército para apoyar al príncipe ortóquida Kara Aslan contra Alepo. Zengi, que buscaba beneficiarse de la muerte de Fulco en 1143, se dirigió rápidamente hacia el norte para asediar Edesa, que cayó en sus manos un mes después, el 24 de diciembre de 1144. Manases de Hierges, Felipe de Milly y otros nobles salieron de Jerusalén para prestar su ayuda, pero era ya demasiado tarde. Joscelino II siguió gobernando lo que le quedó del condado desde Turbessel, pero poco a poco, el resto del territorio sería tomado o vendido a los bizantinos. Gracias a esto, Zengi fue ensalzado en todo el mundo islámico como «defensor de la fe» y al-Malik al-Mansur, «el rey victorioso». Sin embargo, no prosiguió sus ataques sobre el territorio restante de Edesa o sobre el principado de Antioquía, como los cristianos temían que hiciese. Los acontecimientos internos de Mosul le obligaron a volver, y de nuevo dirigió su mirada hacia Damasco. Sin embargo, un esclavo lo asesinó en 1146 y le sucedió en Alepo su hijo Nur al-Din. Joscelino intentó recuperar Edesa tras el asesinato de Zengi, pero Nur al-Din le derrotó en noviembre de 1146.

## Reacción en Occidente

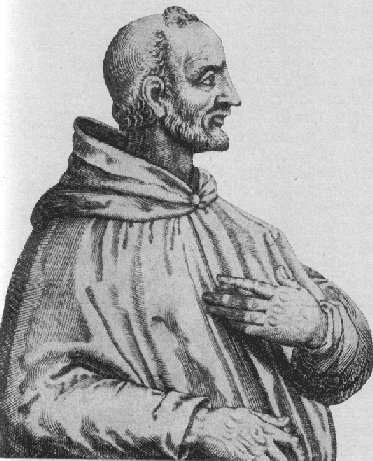
El papa Eugenio III convocó la Segunda Cruzada a través de su bula Quantum praedecessores.

Las noticias de la caída de Edesa llegaron a Europa primero a través de los peregrinos que retornaban a comienzos del año 1145 y luego por las embajadas enviadas desde Antioquía, Jerusalén y Armenia. El obispo Hugo de Jabala le transmitió las nuevas al papa Eugenio III que no tardó en emitir la bula Quantum praedecessores el 1 de diciembre del mismo año, por la que convocaba una segunda cruzada. Hugo también le habló de un rey oriental cristiano, que se esperaba que llegase en ayuda de los cruzados: se trata de la primera mención documentada del Preste Juan. Eugenio, que vivía en Viterbo, pues no controlaba Roma, decidió a pesar de todo que la cruzada debía de ser más organizada y centralizada que la Primera. Los predicadores debían contar con la aprobación papal, los ejércitos, estar dirigidos por los reyes más poderosos de Europa y la ruta debía decidirse de antemano.
La respuesta inicial a la bula papal fue pobre, y el hecho es que hubo que hacer una nueva convocatoria cuando se supo que Luis VII de Francia tomaría parte en la expedición. Este había estado valorando también la posibilidad de una nueva cruzada de forma independiente a la del papa y, además, así se lo anunció a su corte aquella Navidad. Es una cuestión debatida si Luis planeaba una cruzada por su cuenta, o si se trataba de un mero peregrinaje con la finalidad de cumplir el juramento que su hermano Felipe había hecho sobre ir a Tierra Santa y que no había podido cumplir por su temprana muerte. Quizá a Luis no le había llegado la bula cuando hizo el anuncio, pero en cualquier caso, ni el abad Suger ni otros nobles se mostraron partidarios de los planes del rey, puesto que le ausentarían del reino durante varios años. Luis consultó entonces a Bernardo de Claraval, que le remitió al papa. En este momento, sin duda, Luis conocía ya la bula papal y Eugenio apoyó con entusiasmo la cruzada de Luis. El 1 de marzo de 1146 se volvió a publicar la bula y Eugenio autorizó a Bernardo la predicación de la misma por toda Francia.

## Bernardo de Claraval predica la cruzada

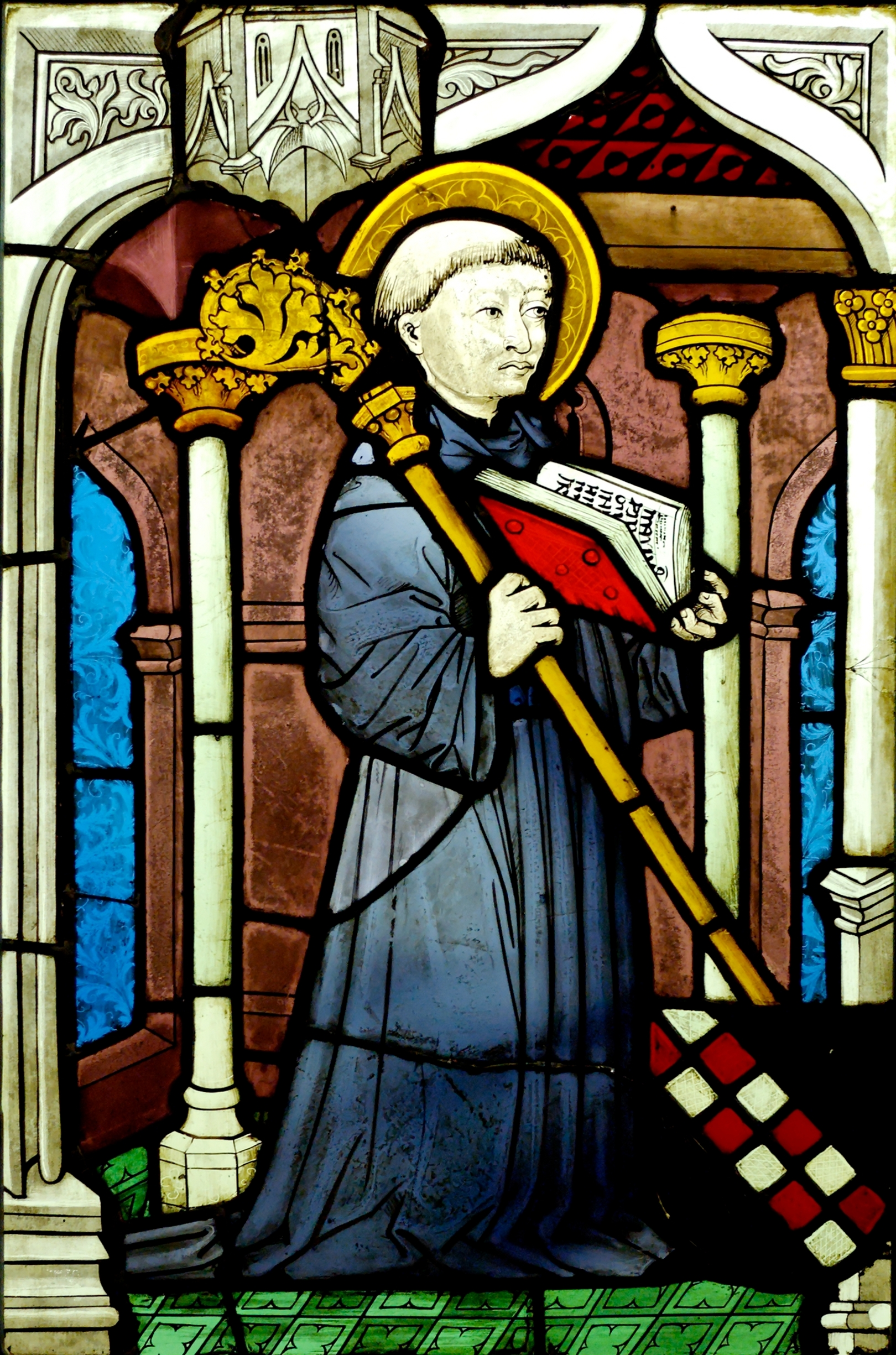
Representación de San Bernardo en una vidriera. ca. 1450.

En un comienzo, apenas hubo entusiasmo popular por la cruzada, como sí que había ocurrido en 1095 y 1096. Sin embargo, el papa encargó a Bernardo, uno de los hombres más famosos y respetados de la Cristiandad, que predicase la cruzada, y le garantizó las mismas indulgencias que Urbano II había concedido durante la Primera Cruzada. Bernardo decidió hacer hincapié sobre el hecho de que tomar la cruz era un medio para lograr la absolución de los pecados y alcanzar la gracia. El 31 de marzo, en presencia del rey Luis, predicó ante una gran multitud en el campo junto a Vézelay. Bernardo, el «doctor melifluo», ejerció el poder de su oratoria y sus oyentes se alzaron al grito de «¡cruces, dadnos cruces!» y agotaron las telas haciendo cruces, e incluso se dice que el propio Bernardo entregó sus vestiduras externas con este fin. A diferencia de la Primera Cruzada, la nueva aventura atrajo también a miembros de la realeza, como Leonor de Aquitania, entonces reina de Francia; Teodorico de Alsacia, conde de Flandes; Enrique, el futuro conde de Champaña; el hermano de Luis, Roberto I de Dreux; Alfonso I de Toulouse; Guillermo II de Nevers; Guillermo de Warenne, tercer conde de Surrey; Hugo VII de Lusignan; así como a otros muchos nobles y obispos. Luis VII y su esposa Leonor, junto con los príncipes y aristócratas presentes en la asamblea se postraron a los pies de Bernardo para recibir la cruz de peregrinos.
Pero fue la gente común la que dio muestras de mayor entusiasmo. El papa nombró santo a Bernardo por sus méritos enardeciendo a la gente y enviándolos a combatir a los musulmanes para recuperar Tierra Santa. San Bernardo escribió al papa pocos días después: «Abrí la boca, hablé, e inmediatamente los cruzados se multiplicaron hasta el infinito. Las aldeas y villas están vacías; apenas hay un hombre por cada siete mujeres. Por todas partes se ven viudas, cuyos maridos aún viven».
Bernardo predicó también en Alemania y las crónicas recogen los supuestos milagros que protagonizó y que sirvieron para multiplicar el número de peregrinos adheridos a la Cruzada. Mientras estaba en Alemania, Bernardo predicó a Conrado III en noviembre de 1146, pero como Conrado no parecía interesado en participar personalmente, Bernardo pasó a Alemania meridional y Suiza para seguir sus prédicas. Sin embargo, en su viaje de vuelta, en diciembre, se detuvo en Espira, donde en presencia de Conrado pronunció un emocionado sermón en el que representó la figura del propio Cristo, preguntándole qué más podía hacer por el emperador: «Hombre», le dijo, «¿qué más debo hacer por ti que aún no haya hecho?» Conrado ya no se pudo resistir y se unió a la cruzada con muchos de sus nobles vasallos, entre ellos, Federico, duque de Suabia. También, al igual que meses antes en Vézelay, mucha gente común tomó la cruz en Alemania. Tanto Conrado III como su sobrino, el futuro emperador Federico I Barbarroja, recibieron la cruz de manos de Bernardo. Por su parte, el papa Eugenio se trasladó a Francia para seguir impulsando el número de adhesiones.
Se decidió que los cruzados partirían un año después y que, mientras tanto, se llevarían a cabo los preparativos y se trazaría la ruta hasta Tierra Santa. Luis y Eugenio contaron con el apoyo de aquellos príncipes cuyas tierras tendrían que cruzar: Geza de Hungría, Roger II de Sicilia y el emperador bizantino Manuel I Comneno, aunque este último pidió que los cruzados le jurasen fidelidad, lo mismo que había pedido su abuelo Alejo I Comneno.
Mientras tanto, Bernardo siguió predicando en Borgoña, Lorena y Flandes. Al igual que ocurrió en la Primera Cruzada, la predicación de la cruzada y la idea de guerra santa contra los no cristianos condujo a ataques mortales contra las comunidades judías, en uno de los cuales casi pierde la vida uno de los más importantes talmudistas de su generación, Rabeinu Tam. Un fanático monje alemán llamado Rudolf, perteneciente a la orden cisterciense, al parecer incitó a la matanza de judíos en Renania, Colonia, Maguncia, Worms y Espira, pues les acusaba de no querer contribuir con dinero al rescate de Tierra Santa. San Bernardo y los arzobispos de Colonia y Maguncia se opusieron firmemente a dichas persecuciones e incluso Bernardo viajó desde Flandes a Alemania para intentar acabar con el problema y, en gran medida, logró que gran parte de la audiencia de Rudolf le siguiese a él. Luego, se encontró con Rudolf en Maguncia y pudo silenciarle y mandarlo de vuelta a su monasterio.
El papa también autorizó la cruzada en España, aunque hacía ya mucho tiempo que en ese territorio se mantenían en marcha guerras contra los musulmanes. Concedió a Alfonso VII de Castilla la misma indulgencia que había otorgado a los cruzados franceses e, igual que hizo el papa Urbano II en 1095, urgió a los españoles a luchar en su propio territorio en lugar de unirse a las cruzadas de oriente. Autorizó a Marsella, Pisa y Génova, así como a otras ciudades, a luchar en España también, pero en general mandó a los italianos a las cruzadas de oriente, como le pidió a Amadeo III de Saboya. Eugenio no quería que Conrado participase, pues temía que así reforzase el poder imperial en sus reivindicaciones sobre el Papado, pero en cualquier caso no le prohibió marchar.

## Preparativos
El 16 de febrero de 1147, los cruzados franceses se reunieron en Étampes para discutir su itinerario. Los alemanes habían decidido ya viajar por tierra, a través de Hungría, puesto que, como Roger II era enemigo de Conrado, la ruta marítima resultaba políticamente poco viable. Muchos de los nobles franceses desconfiaban de la ruta terrestre, que les llevaría a través del Imperio Bizantino, cuya reputación todavía se resentía por los relatos de los primeros cruzados. No obstante, decidieron seguir a Conrado y se pusieron en camino el 15 de junio. Roger II se sintió ofendido y rehusó continuar participando. El abad Suger y el conde Guillermo de Nevers fueron elegidos como regentes mientras el rey de Francia permaneciera en la cruzada.
En Alemania Adam de Ebrach continuó predicando y Otto de Freising tomó también la cruz. El 13 de marzo, en Fráncfort, el hijo de Conrado, Federico, fue elegido rey, bajo la regencia de Enrique, arzobispo de Maguncia. Los alemanes planeaban partir en mayo y reunirse con los franceses en Constantinopla. Por entonces, otros príncipes alemanes extendieron la idea de cruzada a las tribus eslavas del nordeste del Sacro Imperio Romano Germánico, y fueron autorizados por Bernardo para emprender una cruzada contra ellas. El 13 de abril, Eugenio confirmó esta cruzada, comparándola a las realizadas en España y Palestina. Así, en 1147 nacieron las cruzadas bálticas.

## La cruzada en España y Portugal

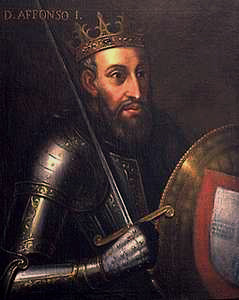
Alfonso I de Portugal

A mediados de mayo salieron de Inglaterra los primeros contingentes, compuestos de cruzados flamencos, frisios, normandos, ingleses, escoceses y algunos alemanes. Ningún rey ni príncipe dirigía a estas tropas; Inglaterra estaba por entonces dominada por la anarquía. Hicieron escala en las costas gallegas, peregrinando a Santiago de Compostela en donde celebraron la fiesta de Pentecostés (8 de junio). Llegaron a Oporto el 26 de junio. Allí, el obispo les convenció para que continuasen hasta Lisboa, a donde había llegado ya el rey Alfonso I, informado de la llegada de una flota cruzada a su reino. Dado que la cruzada en España y Portugal había sido sancionada por el papa, los cruzados aceptaron combatir a los musulmanes en la península. El sitio de Lisboa comenzó el 1 de julio y se prolongó hasta el 24 de octubre, cuando la ciudad cayó en poder de los cruzados, quienes la saquearon a fondo antes de cedérsela al rey de Portugal. Casi al mismo tiempo, los ejércitos españoles comandados por Alfonso VII de Castilla y Ramón Berenguer IV de Barcelona, entre otros, conquistaron Almería y Tarragona, con ayuda del mismo ejército cruzado. Algunos de los cruzados se asentaron en las recién conquistadas ciudades, y Gilbert de Hastings fue elegido obispo en Lisboa, aunque la mayoría de la flota continuó su viaje hacia el este en febrero de 1148. Poco después, en 1148 y 1149, las tropas castellanas y aragonesas reconquistaron también Tortosa, Fraga y Lérida.

## Partida de los cruzados alemanes

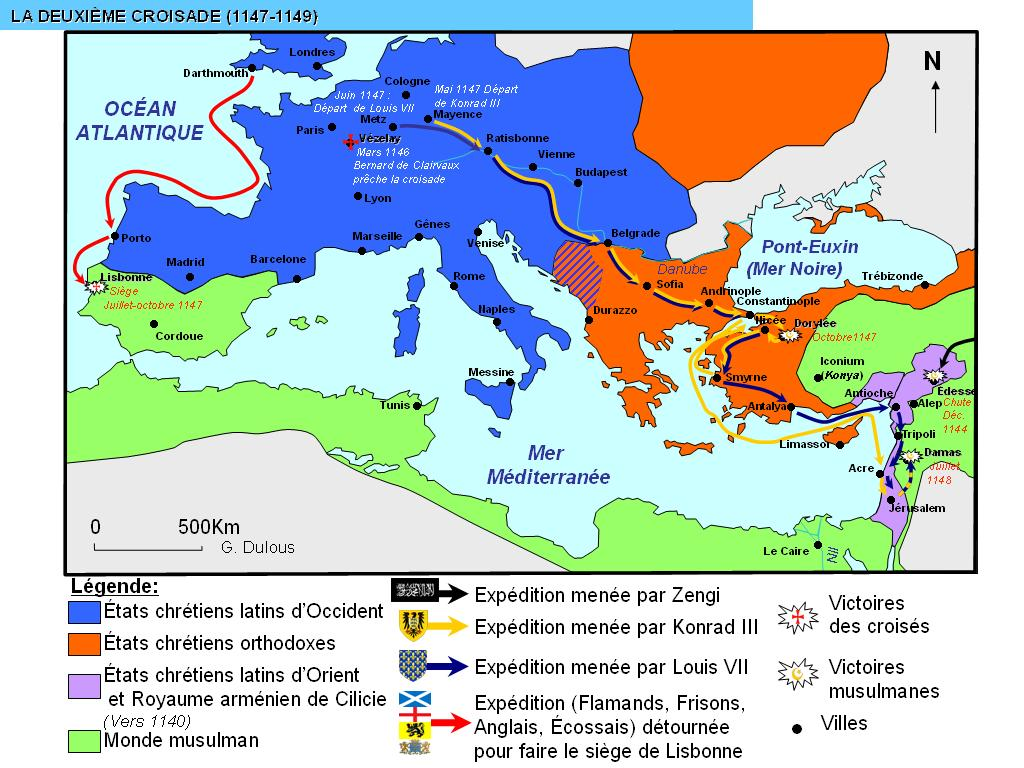
Mapa de la Segunda Cruzada

Los cruzados alemanes, franconios, bávaros y suabos, partieron por tierra, también en mayo de 1147. Ottokar III de Estiria se unió a Conrado en Viena y el enemigo de Conrado, Geza II de Hungría, les permitió finalmente atravesar su reino sin causarles daño. Cuando el ejército llegó a territorio bizantino, el emperador Manuel I temió que fuesen a atacarle y destacó tropas para asegurar que no se produjeran disturbios. Hubo una breve escaramuza con algunos de los más indisciplinados alemanes cerca de Filipópolis y en Adrianópolis, donde el general bizantino Prosouch se enfrentó al sobrino de Conrado, el futuro emperador Federico I. Para empeorar las cosas, varios soldados alemanes murieron en una inundación a comienzos de septiembre. El 10 de septiembre, sin embargo, los alemanes llegaron a Constantinopla, donde el emperador les acogió con bastante frialdad y les convenció para que cruzasen a Asia Menor tan pronto como fuera posible. Manuel quería que Conrado dejase en Constantinopla parte de su ejército, para que le ayudase a defenderse de los ataques de Roger II, quien había aprovechado la oportunidad para saquear las ciudades de Grecia. Conrado, a pesar de ser enemigo de Roger, no aceptó la propuesta del emperador.

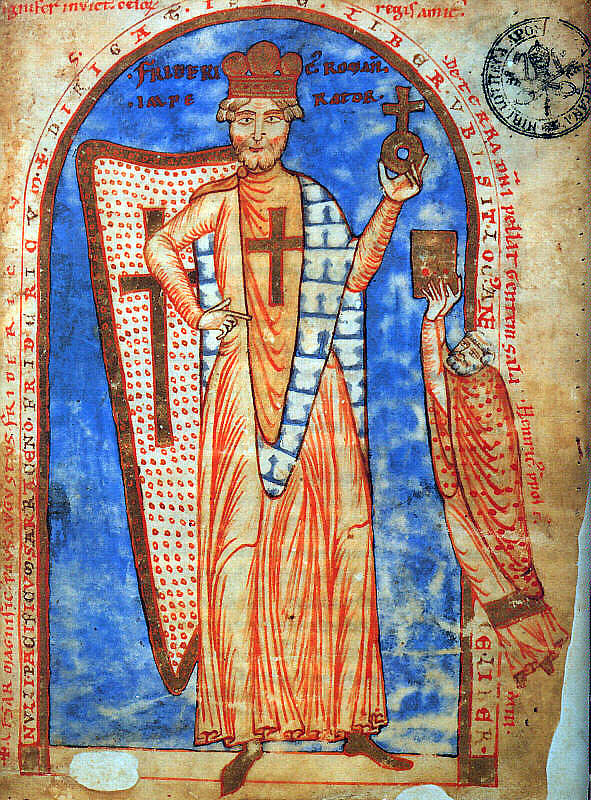
El emperador Federico I, duque de Suabia durante la Segunda Cruzada

En Asia Menor, Conrado decidió no esperar a los franceses y marchó contra Iconio, capital del selyúcida sultanato de Rüm. Dividió su ejército en dos divisiones, de las cuales la primera fue destruida por los selyúcidas el 25 de octubre de 1147 en la segunda batalla de Dorileo (Dorylaeum). Los turcos utilizaron su táctica habitual de fingir una retirada y volver a atacar a la pequeña fuerza de caballería alemana que se había separado del ejército principal para perseguirles. Conrado comenzó una lenta retirada de regreso a Constantinopla, y su ejército fue diariamente hostigado por los turcos, que atacaron a los rezagados y vencieron a la retaguardia. El propio Conrado fue herido en una escaramuza con ellos, siendo atendido de sus lesiones por el propio emperador bizantino Manuel. La otra división del ejército, comandada por Otto de Freising, se dirigió hacia la costa mediterránea y fue igualmente masacrada a comienzos de 1148.

## Partida de los cruzados franceses

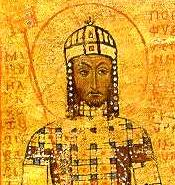
Fresco del emperador Manuel I Comneno.

Los cruzados franceses partieron de Metz en junio, liderados por Luis, Teodorico de Alsacia, Renaut I de Bar, Amadeo III de Saboya, Guillermo VII de Auvernia, Guillermo V de Montferrato y otros, junto con ejércitos de Lorena, Bretaña, Borgoña y Aquitania. Una parte del ejército, procedente de Provenza, bajo el mando de Alfonso de Toulouse, decidió esperar hasta agosto y seguir por mar. En Worms, Luis se unió a los cruzados de Normandía e Inglaterra. Siguieron la ruta de Conrado en paz, aunque Luis tuvo un problema con Geza de Hungría, cuando este descubrió que Luis había permitido que se le uniese una persona que había intentado usurpar el trono húngaro.
Las relaciones ya dentro del territorio bizantino no fueron muy buenas y los loreneses, que iban en vanguardia del resto de los franceses, también tuvieron problemas con los alemanes, más lentos. Desde las negociaciones originales entre Luis y Manuel, este último había detenido las hostilidades con el Sultanato de Rüm, se había aliado con su sultán Mas'ud, sin embargo, las relaciones de Manuel con el ejército francés fueron algo mejores que con los alemanes y Luis fue recibido espléndidamente en Constantinopla. Algunos franceses se escandalizaron de la alianza de Manuel con los selyúcidas y exigieron un ataque contra Constantinopla, pero fueron refrenados por los legados papales.
Cuando las tropas de Saboya, Auvernia y Monferrato se unieron a las de Luis en Constantinopla (después de llegar por la ruta italiana y cruzar desde Brindisi a Dirraquio), el ejército al completo fue trasladado a través del Bósforo hasta Asia Menor. Se vieron reconfortados por los rumores que decían que los alemanes habían tomado Iconio, pero Manuel rechazó conceder a Luis tropas bizantinas e hizo jurar a los franceses que devolverían al Imperio cualquier territorio que reconquistasen. Tanto alemanes como franceses entraron en Asia sin ayuda alguna por parte de los bizantinos, a diferencia de los ejércitos de la Primera Cruzada.
Los franceses se encontraron con los restos del ejército de Conrado en Nicea y el propio Conrado se unió a las fuerzas de Luis. Siguieron la ruta de Otto de Freising por la costa mediterránea y llegaron a Éfeso en diciembre, donde se enteraron de que los turcos se preparaban para atacarles. Manuel les envió embajadores, quejándose de los saqueos de las tropas de Luis por el camino y quedaba claro que no había garantía alguna de que los bizantinos les ayudarían en caso de ataque turco. Mientras tanto Conrado enfermó y tuvo que volver a Constantinopla, donde el propio Manuel le atendió personalmente; pero Luis, sin prestar atención a las amenazas de un ataque turco, partió de Éfeso.
Los turcos estaban realmente esperando para atacarles, pero en una pequeña batalla a las afueras de Éfeso, vencieron los franceses. Llegaron a Laodicea a principios de enero de 1148, pocos días después de que el ejército de Otto de Freising hubiese sido destruido en la zona. Al reanudar la marcha, la vanguardia bajo el mando de Amadeo de Saboya se separó del resto, mientras que las tropas de Luis fueron desviadas por los turcos. El propio Luis, según Odón de Deuil, trepó a un árbol y los turcos no se dieron cuenta de su presencia o no le reconocieron. Los turcos no se molestaron en seguir atacando y los franceses continuaron hasta Adalia, aunque bajo la constante presión turca, que quemaba la tierra para evitar que los franceses pudiesen alimentarse de la misma. Luis quiso continuar por tierra y se decidió reunir una flota en Adalia que les llevase a Antioquía. Tras un retraso de un mes debido a las tormentas, la mayoría de los barcos prometidos ni siquiera llegó. Luis y los que iban con él embarcaron, dejando al resto del ejército que continuase la larga marcha hasta Antioquía por tierra. Casi todo el ejército pereció, ya fuese a manos de los turcos o por distintas enfermedades.

## La marcha hasta Jerusalén
Luis llegó a Antioquía el 19 de marzo, después de sufrir una tormenta; Amadeo de Saboya había muerto en el camino en Chipre. Luis fue recibido por el tío de Leonor Raimundo de Poitiers. Este esperaba que Luis le ayudaría a defenderse de los turcos y que le acompañaría en un ataque contra Alepo, pero Luis tenía otros planes, pues prefería dirigirse primero a Jerusalén para cumplir su peregrinaje, más que centrarse en el aspecto militar de la cruzada. Leonor disfrutó de su estancia, pero su tío quería que ella se quedase con él e, incluso, que se divorciase de Luis si este no aceptaba ayudarle. Luis dejó rápidamente Antioquía camino de Trípoli. Mientras, Otto de Freising y el resto de sus tropas llegaron a Jerusalén a primeros de abril y Conrado lo hizo poco después. El patriarca Fulco de Jerusalén viajó para invitar a Luis a que se reuniese con ellos. La flota que se había detenido en Lisboa llegó también en estas fechas, al igual que los provenzales de Alfonso de Toulouse, aunque este último había muerto en el camino hacia Jerusalén, según los indicios, envenenado por Raimundo II de Trípoli, su sobrino que temía las pretensiones políticas de su tío sobre el condado.

## El consejo de Acre

La mezquita omeya en el centro de Damasco.

En Jerusalén el objetivo de la cruzada se dirigió rápidamente hacia Damasco, el blanco deseado del rey Balduino III de Jerusalén y de los caballeros templarios. A Conrado ya se le había convencido de la necesidad de participar en esta expedición. Cuando llegó Luis, la Haute Cour se reunió en Acre el 24 de junio. Fue la reunión más espectacular de la Cour en toda su historia: Conrado, Otón, Enrique II de Austria, el futuro emperador Federico I Barbarroja (entonces duque de Suabia) y Guillermo III de Montferrato representaban al Sacro Imperio; Luis, el hijo de Alfonso, Bertrand, Teodorico de Alsacia y otros señores eclesiásticos y seculares representaban a Francia y, por parte de Jerusalén, estaban el rey Balduino, la reina Melisenda, el patriarca Fulco, Robert de Craon (gran maestre del Temple), Raimundo del Puy de Provence (gran maestre de los caballeros hospitalarios), Manasses de Hierges (condestable de Jerusalén), Hunifrido II de Torón, Felipe de Milly y Barisán de Ibelín. Sorprendentemente, no asistió nadie de Antioquía, Trípoli, o del antiguo condado de Edesa. Algunos franceses consideraron que así habían llevado a cabo su peregrinaje y querían volver a casa; algunos barones del reino señalaron que no sería acertado atacar Damasco, su aliado contra los zéngidas. Pero Conrado, Luis y Balduino insistieron y en julio se reunió un ejército en Tiberíades.

## Sitio de Damasco
Los cruzados decidieron atacar Damasco desde el oeste, donde las huertas les facilitaban un constante aprovisionamiento de víveres. Llegaron el 23 de julio, con el ejército de Jerusalén en vanguardia, seguido por Luis y, a continuación, Conrado, en la retaguardia. Los musulmanes estaban preparados para el ataque y hostigaron constantemente al ejército, avanzando por las huertas. Los cruzados consiguieron abrirse camino y expulsar a los defensores al otro lado del río Barada y a Damasco; llegados al pie de las murallas, emprendieron inmediatamente el asedio de la ciudad. Damasco había pedido ayuda a Saif ad-Din Ghazi I de Alepo y Nur ad-Din de Mosul y el visir Mu'in ad-Din Unur dirigió un fallido ataque contra los cruzados. Había conflictos en ambos bandos: Unur sospechaba que si Saif ad-Din y Nur ad-Din ofrecían su ayuda era porque querían apoderarse de la ciudad; por su parte, los cruzados no podían ponerse de acuerdo sobre a quién le correspondería la ciudad en caso de que la conquistaran. El 27 de julio, los cruzados decidieron trasladarse al lado este de la ciudad, cuyas defensas eran más débiles, pero era menos rico en comida y agua. Por entonces Nur ad-Din ya había llegado y les fue imposible regresar a su posición anterior. Primero Conrado, y luego el resto de los cruzados, decidieron levantar el sitio y regresar a Jerusalén.

## Consecuencias
Todos los bandos se sintieron traicionados por los otros. Se trazó un nuevo plan para conquistar Ascalón y Conrado llevó allí sus tropas, pero no llegaron más refuerzos, debido a la desconfianza nacida entre los cruzados durante el fallido asedio de Damasco. Se abandonó la idea de la expedición a Ascalón y Conrado regresó a Constantinopla para renovar su alianza con Manuel, mientras que Luis permaneció en Jerusalén hasta 1149. En Europa, Bernardo de Claraval se sentía humillado y, cuando fracasó su intento de promover una nueva cruzada, intentó distanciarse del fiasco que había supuesto la Segunda Cruzada. Murió en 1153.
El asedio de Damasco tuvo consecuencias desastrosas a largo plazo: Damasco no volvió a confiar en el reino cruzado, y la ciudad fue entregada a Nur ad-Din en 1154. Balduino III finalmente sitió Ascalón en 1153, lo que atrajo a Egipto al ámbito del conflicto. Jerusalén fue capaz de hacer algunas conquistas más en territorio egipcio, ocupando brevemente El Cairo en la década de 1160. Sin embargo, las relaciones con el Imperio Bizantino eran, como poco, delicadas, y la ayuda de Occidente se hizo escasa después del desastre de la Segunda Cruzada. En 1171, Saladino, sobrino de uno de los generales de Nur ad-Din, fue proclamado sultán de Egipto y logró unir bajo su mando Egipto y Siria, rodeando por completo al reino cruzado. En 1187 Jerusalén cayó en su poder y Saladino se dirigió al norte, donde se apoderó de todo el territorio de los estados cruzados, a excepción de sus capitales, lo cual motivaría el nacimiento de la Tercera Cruzada.